# Dunga
Carlos Caetano Bledorn Verri (sinh ngày 31 tháng 10 năm 1963 ở Ijuí, Rio Grande do Sul), tên thường gọi là Dunga (phát âm tiếng Bồ Đào Nha: [ˈdũɡɐ]), là một huấn luyện viên và cựu cầu thủ bóng đá người Brasil chơi ở vị trí tiền vệ phòng ngự. Ông, trong vai trò đội trưởng, cùng đội Brasil giành chức vô địch World Cup 1994. Cùng với Xavi, ông là một trong hai người duy nhất từng dự các trận chung kết World Cup, Olympic, Confederations Cup và cúp châu lục. Ông cũng làm huấn luyện viên đội tuyển Brasil hai lần. Trong lần đầu dẫn dắt từ năm 2006 tới năm 2010, ông vô địch Cúp bóng đá Nam Mỹ 2007 và Cúp liên đoàn các châu lục 2009, vào tới tứ kết Giải vô địch bóng đá thế giới 2010. Ông trở lại vị trí này năm 2014, nhưng tiếp tục bị sa thải vào tháng 6 năm 2016 sau khi Brasil sớm bị loại khỏi Copa América Centenario. Ông cũng từng dẫn dắt Internacional vào năm 2013.
Biệt danh của ông bắt nguồn từ tên tiếng Bồ Đào Nha của nhân vật "Dopey", một chú lùn trong phim Nàng Bạch Tuyết và bảy chú lùn của Disney. Cái tên này được người chú của Dunga đặt cho vì ngày bé Dunga khá thấp bé. Ông có gốc Ý và Đức.

## Đội tuyển bóng đá quốc gia Brasil
Dunga thi đấu cho đội tuyển bóng đá quốc gia Brasil từ năm 1987 đến 1998.

## Thống kê sự nghiệp
| Đội tuyển bóng đá Brasil | Đội tuyển bóng đá Brasil | Đội tuyển bóng đá Brasil |
| Năm                      | Trận                     | Bàn                      |
| ------------------------ | ------------------------ | ------------------------ |
| 1987                     | 4                        | 1                        |
| 1988                     | 0                        | 0                        |
| 1989                     | 15                       | 0                        |
| 1990                     | 6                        | 1                        |
| 1991                     | 0                        | 0                        |
| 1992                     | 0                        | 0                        |
| 1993                     | 13                       | 1                        |
| 1994                     | 13                       | 1                        |
| 1995                     | 14                       | 1                        |
| 1996                     | 0                        | 0                        |
| 1997                     | 17                       | 1                        |
| 1998                     | 9                        | 0                        |
| Tổng                     | 91                       | 6                        |